# براوني

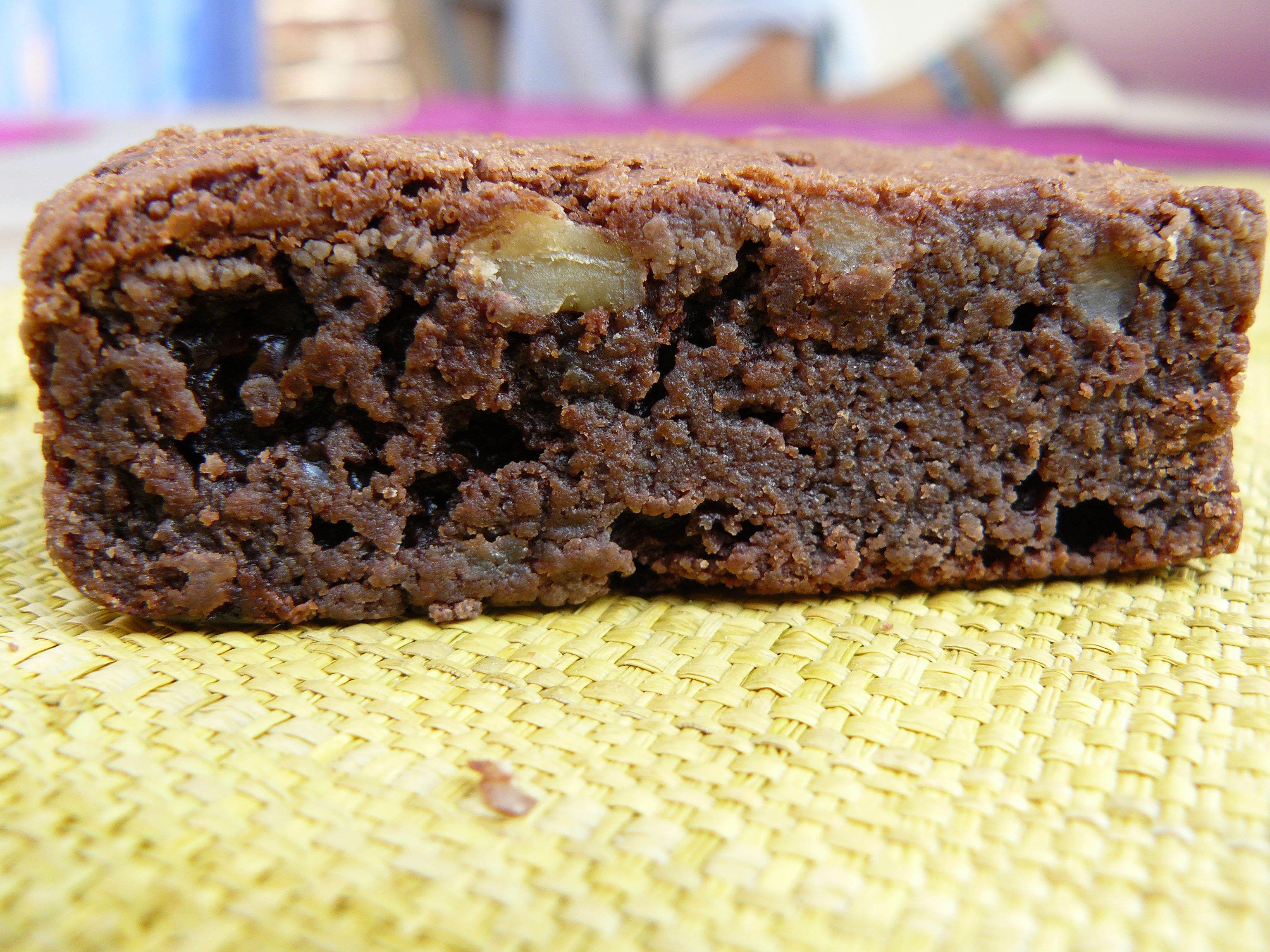
كيك السُّمَيراء.

السُّمَيراء أو (نقحرة: براوني) (بالإنجليزية: Chocolate brownie أو brownie) هو نوع من الحلوى الغنية بالشوكولاتة، اشتهر في الولايات المتحدة وانتشر في أنحاء العالم. يقدّم عادةً مع مثلجات الشوكولا أو الحليب أو مع الكريما. يحضّر من الحليب والطحين وقطع الشوكولا الصغيرة والسكر واللوز أو أي نوع آخر من المكسرات والباينكنغ باودر والكاكاو.

## القيمة الغذائية
تحتوي قطعة سُّمَيراء الشوكولاتة (100غ تقريباً) حسب موقع شهية، على المعلومات الغذائية التالية:
- السعرات الحرارية: 304 سعر
- الدهون: 11 غم
- الدهون المشبعة: 3 غم
- الكوليسترول: 4 غم
- الكاربوهيدرات: 51 غم
- البروتينات: 8 غم

## التاريخ
واحدة من القصص حول إنشاء حلوى السُّمَيراء تتعلق ببيرثا بالمر، وهي اجتماعية بارزة في شيكاغو والذي كان زوجها يملك فندق بالمر هاوس. في عام 1893، طلب بالمر من طاهي المعجنات حلوى مناسبة للسيدات الّلاتي يحضرن المعرض الكولومبي في شيكاغو العالمي. طلبت بالمرر حلوى تشبه الحلويات أصغر من قطع حلوى التي يمكن تضمينها في وجبات الغداء. وكانت النتيجة سُّمَيراء بيت بالمر مع الجوز وصقيل المشمش. يقدم فندق بالمر هاوس الحديث حلوى مصنوعة من نفس الوصفة. تم إعطاء الاسم إلى الحلوى في وقت ما بعد عام 1893، غير أنّه لم يستعمل في كتب الطبخ أو المجلات في ذاك الوقت.
ظهر أول استخدام مطبوع معروف لكلمة براوني لوصف الحلوى في نسخة عام 1896 من كتاب طبخ لمدرسة الطهي في بوسطن من قبل فاني فارمر، في إشارة إلى حلوى الدبس المخبوز بشكل فردي في قوالب القصدير. ومع ذلك، لم تحتوي البرواني المذكورة في الكتاب على الشوكولاتة.
في عام 1899، تم نشر الوصفة الأولى المعروفة في كتاب الطبخ ماتشياس. كانت الوصفة تسمى «طعام براوني». تظهر الوصفة في الصفحة 23 من قسم الكيك من الكتاب. كتبت الوصفة ماري كيلي من وايت ووتر، ويسكونسن.
ظهرت أقدم الوصفات المنشورة المعروفة للسُّمَيراء الشوكولاتة على الطراز الحديث في الطبخ المنزلي (1904، Laconia ، NH)، كتاب كوك نادي الخدمة (1904، شيكاغو، IL)، وبوسطن غلوب (2 أبريل 1905 ص 34)، وطبعة 1906 من كتاب طبخ المزارعين. أنتجت الوصفات كعكة خفيفة نسبيا مثل البرواني.
بحلول عام 1907، كان السُّمَيراء راسخًا في شكله المعروف، حيث ظهر في كتاب كوك لوني من تأليف ماريا ويليت هوارد (الذي نشرته شركة والتر م. لوني، بوسطن) كتعديل لوصفة مدرسة الطهي في بوسطن لـ «بانجور براوني». حيث تم إضافة بيضة إضافية ومربع إضافي من الشوكولاته، مما أدى لصنع حلوى أغنى وأكثر طراوة. يبدو أن اسم «بانجور براوني» مشتق من بلدة بانجور بولاية ماين، التي تنص على أنها كانت مسقط رأس ربة منزل ابتكرت وصفة سُمَيراء الأصلية. كانت معلمة الغذاء في ولاية ماين وكاتبة عمود ميلدريد براون شرومبف المؤيد الرئيسي لنظرية أن البرواني اخترعت في بانجور. في حين أن رفيق أكسفورد للأغذية والمشروبات الأمريكية (2007) دحض فرضية شرومبف أن «ربات بيوت بانجور» قد اخترعن الكعكة، وأشار لنشر وصفة سُمَيراء في كتاب الطبخ فاني فارمر 1905، في طبعته الثانية، موسوعة أكسفورد للأغذية والمشروبات في أمريكا (2013) وقال انه اكتشف أدلة لدعم ادعاء شرومبف، في شكل عدة كتب طبخ من عام 1904 تشمل وصفات لـ «بانجور براونيز».